# Rue du Docteur-Charles-Richet
La rue du Docteur-Charles-Richet est une voie du 13e arrondissement de Paris, en France.

## Historique
Cette rue qui a été créée sur l'emplacement de l'ancien « passage Thuilleux » a pris sa dénomination actuelle le 27 juillet 1936.

## Origine du nom
Cette voie rendait à l'origine hommage au docteur Charles Richet (1850-1935), physiologiste ayant reçu le prix Nobel en 1913, et membre fondateur de la Société française d'eugénique, dont il fut le président de 1920 à 1926. 
À la suite d'une délibération du Conseil de Paris du 24 mai 2024, la voie ne fait plus référence à ce médecin, mais à son fils Charles Richet (1882-1966), lui aussi médecin. Ce choix est justifié par le fait que le père professait des théories racistes et eugénistes, tandis que le fils était résistant. 